# Selektivität (Analytische Chemie)
Selektivität liegt in der analytischen Chemie vor, wenn durch Reagenzien oder Analysenmethoden eine Komponente in Gegenwart anderer, potentiell störender Komponenten nachgewiesen und quantifiziert werden kann.
Beispielsweise ist der Chloridgehalt einer Probe selektiv nachweisbar in Gegenwart anderer Halogenide (Fluoride, Bromide, Iodide) oder der Gehalt an Natriumionen kann exakt (selektiv) bestimmt werden in Gegenwart anderer Alkali- und Erdalkalikationen. Zu diesen Analysenverfahren zählen die Atomabsorptionsspektroskopie (AAS) und die Atomemissionsspektrometrie.
Die Selektivität bildet die Grundlage aller analytischen Trennverfahren aufgrund selektiver Löslichkeiten, Kristallisationen, Anreicherungen, Extraktionen und Adsorptionsprozesse. Zu diesen Adsorptionsprozessen zählen die chromatographischen Verfahren, wie Dünnschichtchromatographie (DC), Säulenchromatographie, Gaschromatographie (GC), Hochdruckflüssigkeitschromatographie (HPLC).
Bei Verwendung enantiomerenreiner stationärer Phasen ist ein besonders komplexes analytisches Problem lösbar, die Bestimmung der Enantiomerenreinheit von analytischen Proben. Es gibt Methoden der enantioselektiven Dünnschichtchromatographie, der Hochdruckflüssigkeitschromatographie und der Gaschromatographie.